# Moskwa (rzeka)
Moskwa (ros. Москва) – rzeka w europejskiej części Rosji.
Większe miasta położone nad rzeką to Moskwa i Kołomna. Moskwa jest połączona z górną Wołgą kanałem imienia Moskwy. 
Rzeka jest wykorzystywana do produkcji energii elektrycznej. Znajduje się na niej ponad 50 mostów, z czego ponad 20 na terenie miasta Moskwa. 

## Danegeograficzne
Głębokość rzeki waha się od 3 do 14 metrów, w najszerszym miejscu mierzy 120 metrów. 
Przebiega przez sześć dzielnic stolicy Rosji oraz znajdujący się pod Moskwą Park Narodowy „Łosinyj ostrow”.
Górna część dorzecza leży na Grzędzie Smoleńsko-Moskiewskiej.
Największe dopływy to: Ruza, Istra, Jauza i Pachra.
Obecny bieg rzeki ukształtował się 12 tysięcy lat temu, zaś pierwsze ślady osadnictwa pochodzą z VIII wieku p.n.e.

## Nabrzeża w stolicy Rosji
Rzeka od XII wieku była wykorzystywana jako środek transportu i punkt zaopatrzenia miasta w wodę. Kształt jej koryta wielokrotnie modyfikowano. 
W latach trzydziestych XX wieku przeprowadzono ostatnie prace rewitalizacyjne. Obecnie około 29% nabrzeży nie jest wykorzystywane, pozostałe zajmują obiekty produkcyjne, tereny zielone, budynki mieszkaniowe, komunalne oraz infrastruktura transportowa.
Przy rzece znajduje się port, plaże miejskie, parki oraz przystanie.

## Nawiązania w kulturze
Widok na Kreml od strony rzeki Moskwy został przedstawiony na licznych obrazach rosyjskich i zagranicznych artystów.
Wstęp do opery Chowańszczyzna, którą skomponował Modest Musorgski, nosi tytuł Świt nad rzeką Moskwą.
Rzeka wspomniana jest w tekście ballady rockowej Wind of Change Klausa Meine.
Jedna z trzech książek Jurija Trifonowa, należąca do cyklu powieści moskiewskich, nosi tytuł Dom nad rzeką Moskwą.
Bitwa pod Borodino we Francji nazywana jest „bitwą nad rzeką Moskwą” (fr. Bataille de la Moskova). Nawiązuje do tego książka autorstwa Tomasza Rogackiego, poświęcona bitwie pod Borodino, pod tytułem Bitwa nad rzeką Moskwą 5-7 września 1812.

## Galeria

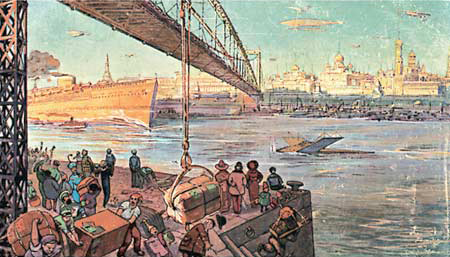
Pocztówka z 1914 roku, przedstawiająca ówczesne wyobrażenie rzeki w XXIII wieku.
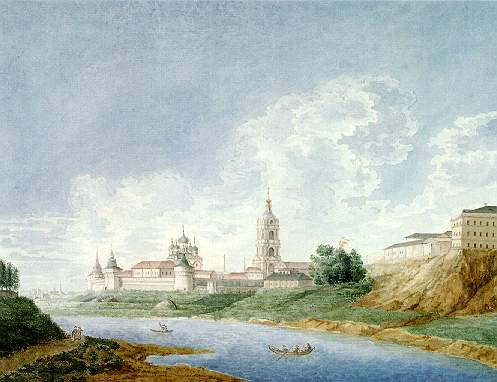
Obraz Pawła Judina z 1810 roku, przedstawia Monaster Nowospasski od strony rzeki Moskwy.
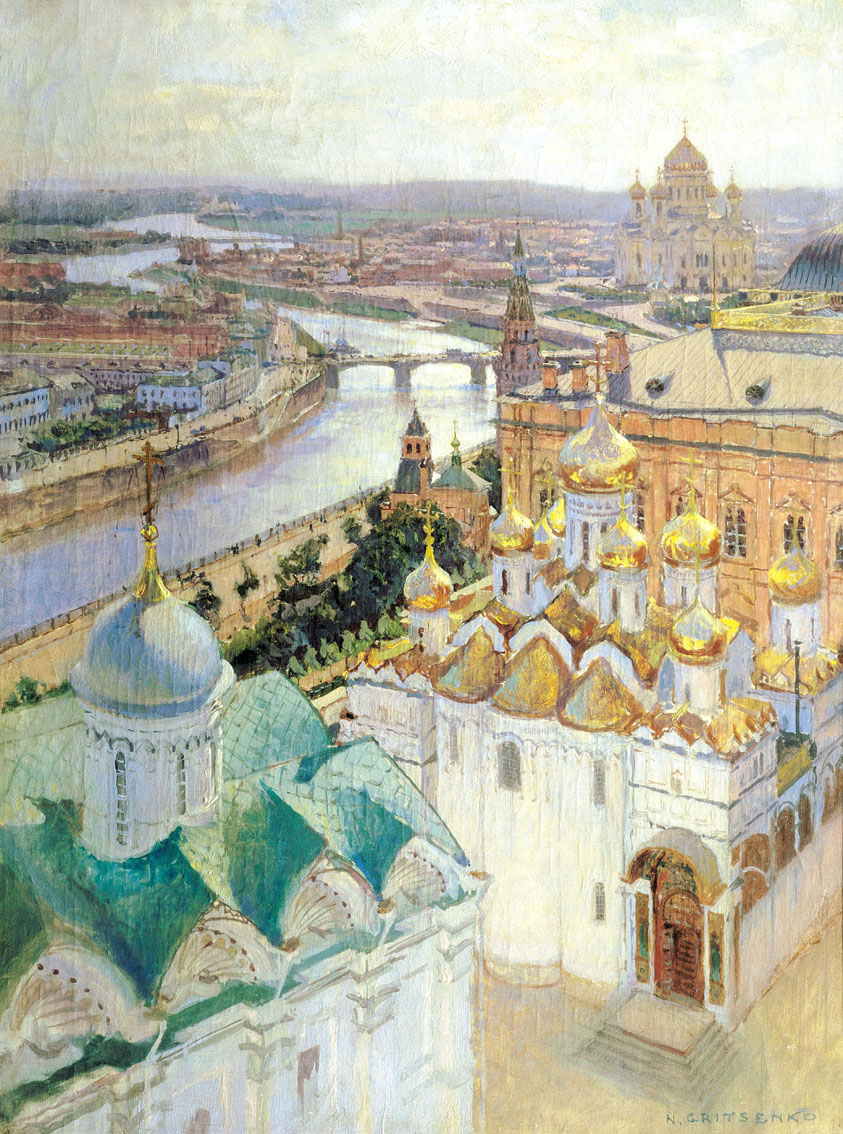
Obraz Nikołaja Gricenki z 1896 roku. Przedstawia widok na rzekę i miasto z Dzwonnicy Iwana Wielkiego.
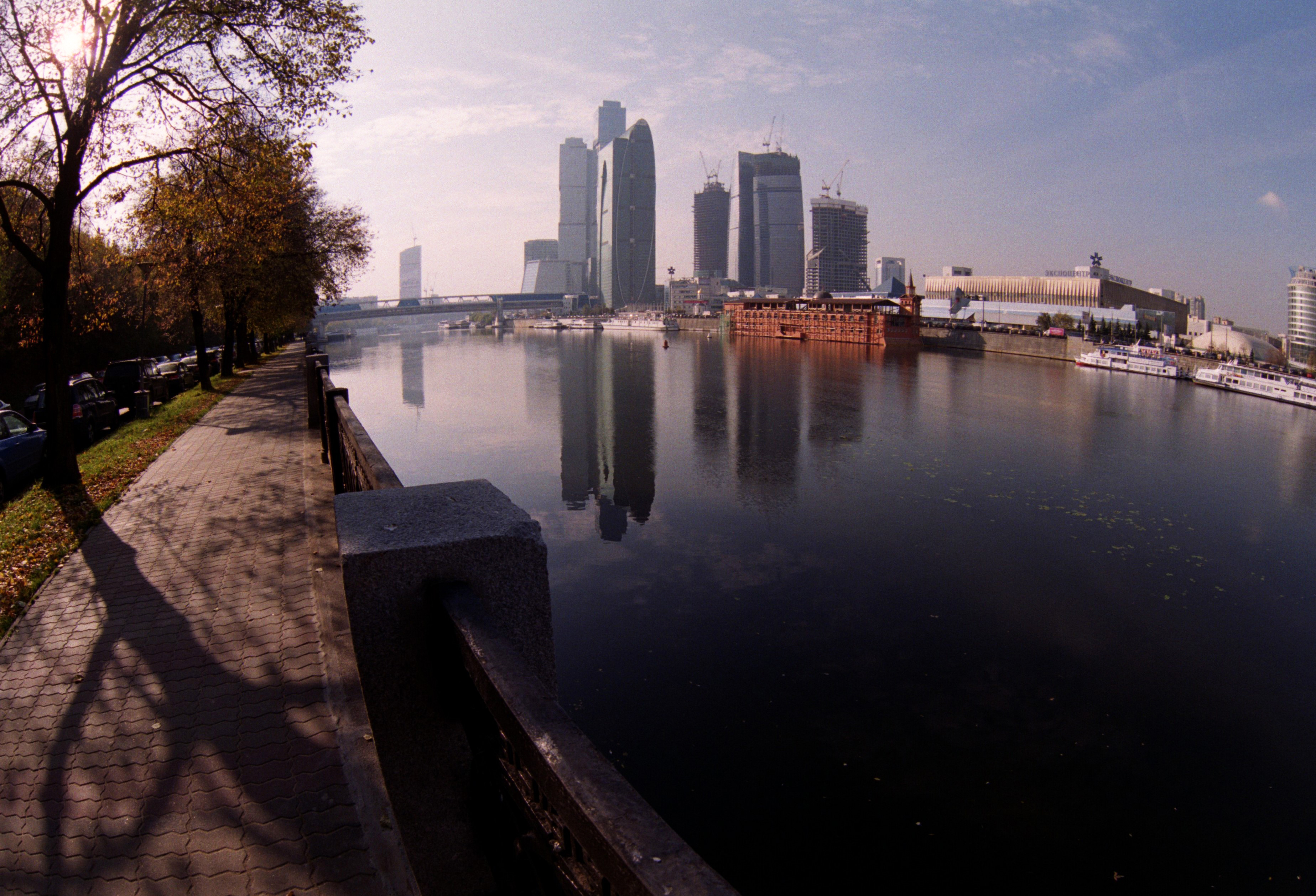
Centrum biznesowe Moskwy od strony rzeki. 2010 rok.
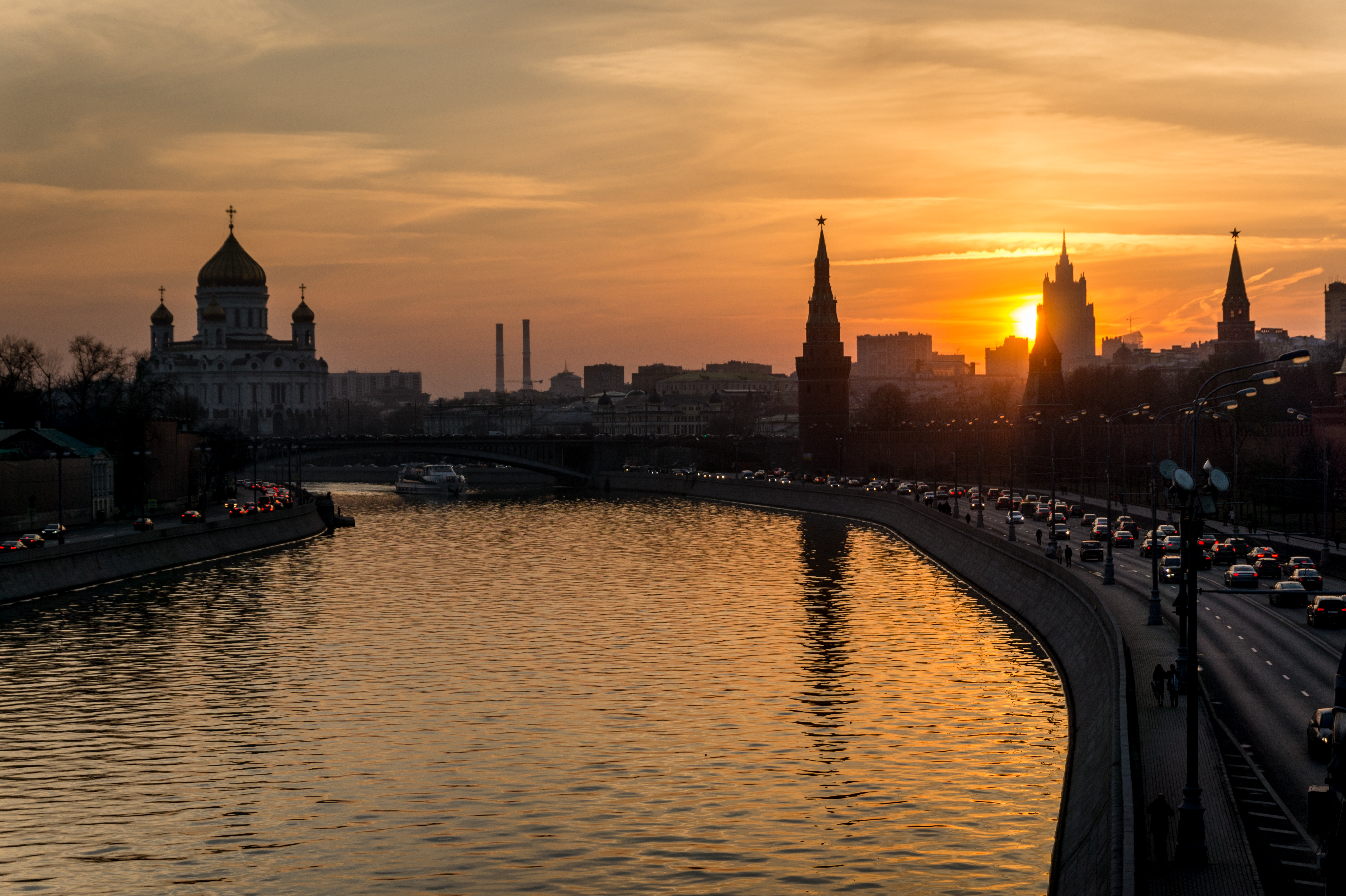
Zachód słońca nad rzeką Moskwą z widokiem na Kreml.